# Rafael Casal
Rafael Santiago Casal (nacido el 8 de agosto de 1985) es un escritor, rapero, actor, productor, director y showrunner estadounidense originario del Área de la Bahía de San Francisco. También es un creador online de música, poesía, cortos web y comentarios políticos.

## Primeros años
Casal creció en Berkeley y Oakland, California. Fue expulsado de Berkeley High School después de dos años y obtuvo su diploma a través de un programa de estudio independiente alternativo. Realizó sus estudios universitarios en ls Universidad de Wisconsin-Madison. Casal se identifica como irlandés, por parte de su madre, y español y cubano por parte de su padre.

## Carrera

### Poesía
Cuando tenía 18 años, Casal apareció en 3 temporadas de Def Poetry Jam de HBO. Al mismo tiempo, estaba de gira, actuando y enseñando por todo el país con YouthSpeaks. Es dos veces campeón del Brave New Voice Poetry Slam Festival. Casal pasó tres años diseñando y sirviendo como director creativo de la Comunidad de Aprendizaje de Palabras Habladas y Artes Hip Hop First Wave de la Universidad de Wisconsin-Madison mientras obtenía su título por la noche.

### Música
En julio de 2010, Casal lanzó The BAY BOY Mixtape con Daveed Diggs bajo el equipo de Getback Productions que la pareja cofundó con Chinaka Hodge. Casal también ha lanzado varios mixtapes en solitario en línea: As Good As Your Word (2008), Monster (2009) y Mean Ones (2012). En 2018, Casal y Diggs lanzaron los EP Collin y Miles para acompañar su película Blindspotting.

### Teatro
Casal cofundó el taller BARS en el Public Theatre de Nueva York con Daveed Diggs, como un "espacio para que los artistas investiguen y desarrollen su oficio en la intersección del verso y el teatro contemporáneos". El programa se encuentra en su quinta temporada.

### Cine y televisión
En 2018, Casal y su mejor amigo Daveed Diggs estrenaron su película, Blindspotting. La pareja escribió, produjo y protagonizó la película, que utiliza versos para contar la historia de la ciudad de Oakland, California. Casal también ha aparecido en papeles secundarios en Bad Education, The Good Lord Bird y el segundo revival de Are You Afraid of the Dark? Recientemente, Casal hizo una breve aparición en la serie documental de Netflix, Amend: The Fight for America.
En 2020, se confirmó que Blindspotting se adaptaría como una serie de comedia dramática del mismo nombre, con Casal como coguionista, director, productor ejecutivo y showrunner, además de retomar su papel de Miles. La serie fue recogida por Lionsgate Television y tuvo su estreno mundial en el Festival de Cine de Tribeca el 11 de junio de 2021. Se eatrenó el 13 de junio de 2021 en Starz y StarzPlay. En octubre de 2021, se anunció que Starz había renovado la serie para una segunda temporada. Se estrenó en SXSW en marzo de 2023 y se emitió en Starz el 14 de abril de 2023. Starz canceló la serie en septiembre de 2023.
Casal interpretó a X-5/Brad Wolfe en la segunda temporada de la serie Loki del Universo cinematográfico de Marvel, que se estrenó en octubre de 2023.

## Filmografía
| Año  | Título                           | Papel                   | Notas                                             |
| ---- | -------------------------------- | ----------------------- | ------------------------------------------------- |
| 2008 | The Break Up                     | Boy                     | Cortometraje; también guionista                   |
| 2010 | Ricochet in Reverse              | Dylan Klebold           | Cortometraje                                      |
| 2014 | The Away Team                    | Cal                     | Serie web; también creador, productor, director   |
| 2014 | Mali Music: Beautiful            |                         | Productor; película de TV                         |
| 2018 | Blindspotting                    | Miles                   | También coproductor, coguionista                  |
| 2018 | Rachel Dratch's Late Night Snack | Elliot                  | Temporada 2, episodio 7                           |
| 2019 | Stucco                           | Throne - Crowning Arm   | Cortometraje                                      |
| 2019 | Bad Education                    | Kyle Contreras          |                                                   |
| 2019 | Are You Afraid of the Dark?      | Mr. Top Hat             | Miniserie                                         |
| 2020 | The Good Lord Bird               | General John Cook       | Miniserie                                         |
| 2021 | Blindspotting                    | Miles                   | También productor ejecutivo, director y guionista |
| 2023 | Loki                             | Hunter X-5 / Brad Wolfe | Temporada 2                                       |
| 2023 | Wildcat                          | O.E. Parker             |                                                   |